# 三葉機

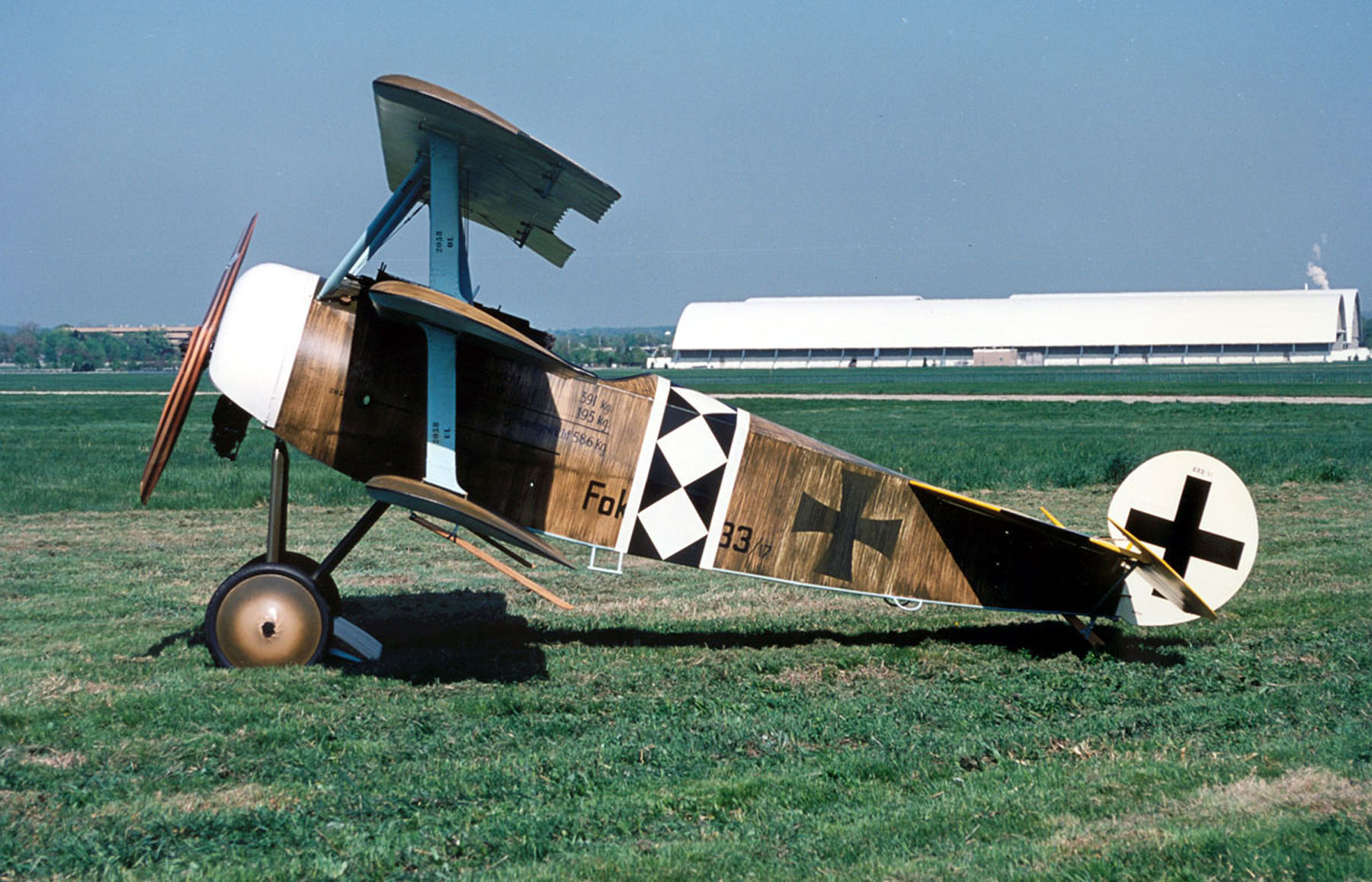
飛行可能なフォッカー Dr.Iの複製機。第一次世界大戦で広く知られる三葉機

三葉機（さんようき）は、広義の複葉機のうち、3つの翼を配置したものである。特に主翼3枚を上下方向に並べているものを指すことも多い。尾翼や前翼がこうした形であるものは、通常この形式に数えられないが、そのような構造を持つ機体はときおり存在することがある。

## 設計の原則
三葉配置は、複葉機（二葉機）といくつかの点で比較されることがある。

三葉機の正面図

三葉配置は、同程度のスパンと面積を持つ複葉機よりも狭い翼弦長を持つ。この特徴はそれぞれの翼をよりスレンダーにする形で現れ、同時に高いアスペクト比を付与する。これらは翼をより効率的にして揚力を増大する。こうしたことは潜在的により速い上昇率と小さな旋回径を与え、両方とも戦闘機には重要である。ソッピース トライプレーンはこの成功例であり、同型のソッピース パップ複葉機と同じ翼幅を持っていた。
または、三葉機は複葉機に与えられた翼面積およびアスペクト比と比較して減少したスパンを持ち、これはよりコンパクトで軽量な構造へと至る。このような潜在性は戦闘機により良い格闘戦性能を付与し、また大型機に対しては、より高い搭載容量と、地上での取り回しの良さという実用性を与えた。伝説の第1次大戦のエース「レッドバロン」で有名なフォッカー Dr.I三葉機はこの二つの設計要求の間に釣り合いを取り、同型のフォッカー D.VI複葉機よりも適正化された短いスパンと適正化された高いアスペクト比を持っていた。
三度目の比較は同じ翼設計を持つ複葉機と三葉機の間でなされる。三葉機の第三の翼は増大した翼面積を提供し、これは非常に大きな揚力を与える。追加される重量は、全体的な構造で増した余裕で部分的に相殺され、より効果的な構造が許容される。カプロニ Ca.4シリーズはこの方法で若干の成功を収めた。
こうした利点は、どのような設計が行われるにせよ、多かれ少なかれ相殺される。それは追加重量と支柱構造の空気に対する抗力、および積み重ねられた翼というレイアウトに固有の、空気力学的な非効率性による。複葉機の設計が進歩し、三葉機の不利が利点を上回ったことは明確となった。
一般に、三葉のうち最も低い翼は、飛行機の胴体下面と同程度の高さに設けられ、中段の翼は胴体の上面と同じ位置につき、最上部の翼は胴体の上に支柱で支えられた。

## 歴史

### 初期
Bousson-Borgnis 先尾翼式三葉機は1908年頃に製作された。飛行したとして知られる最初の三葉機はグーピー No.1だった。これは1908年にアンブロワーズ・グーピーが設計し、ブレリオ・ヴォワザン社（後のヴォワザン航空機）によって製作され、37kw（50馬力）のルノー製エンジンで飛んだ。数週間後、ハンス・グラーデの三葉機は最初に飛行したドイツ製航空機となった。同年、ファルマンは彼の持つオリジナルのヴォワザン機を三葉機の仕様へ改修し、またドーランドは軍用の三葉機を製作した。
1909年、Bokorは先尾翼式三葉機を製作した。1909年から1910年にかけ、イギリスの航空先駆者であるアリオット・ヴァードン・ローは、設計の放棄に至るまでに4機の試作三葉機を製作した。ロー I 三葉機、ロー II 三葉機、ロー III 三葉機、ロー IV 三葉機である。また1911年にはロシアのRodjestveiskyが三葉機を製作した。

### 三葉戦闘機

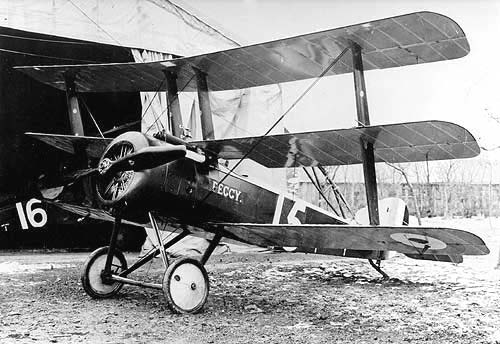
ソッピース三葉機、第一次世界大戦で就役した最初の三葉機。

第一次世界大戦中、幾つかの航空機製造会社が三葉機の形態を戦闘用に変えた。実際には、これらの三葉機は一般に複葉機よりも劣った性能を示し、二種の飛行機だけが、比較的少ない数量とはいえ、量産するに十分なほど成功した。
ニューポール社は1915年から1917年にかけ、一連の三葉機の試作型を製作し、搭乗員の視界の改善のため、上翼を後方へ大きくずらして配置した。また特徴的な三角形の支柱配置で三つの翼を支えた。この設計は貧弱な操舵という結果に終わり、打ち切られた。
1916年、ソッピース社は3種類の異なる設計で開発を行った。一つめ、ソッピース三葉機として知られる機体は量産が開始され、作戦任務に投入された最初の軍用三葉機となった。この機体は高アスペクト比かつスパンの同じ翼を持ち、これをソッピース・パップ複葉機とほぼ同じ胴体に搭載した。また翼の両側に一本の強靱な支柱を備え、最小限のワイヤーで張り占めて支えた。この機体はイギリス陸軍航空隊とイギリス海軍航空隊によって発注された。しかし結果としては、イギリス陸軍航空隊向けの機体は別種の機体と交換され、イギリス海軍航空隊のみでソッピースの三葉型が任務に就き、成功裏に働いた。
このようなソッピース三葉機の性能の優位と、アルバトロス D.IIIを超える初期の成功は、設計に対する軍の関心を、ことにドイツとオーストリア・ハンガリーで刺激した。一連の試作機が1917年から1918年にかけ、軍の圧力下でしばしば不承不承に製作された。例としては、アルバトロス社、アヴィアティーク社、ブランデンブルク社、DFW、オイラー社、フリードリヒスハーフェン社、LFGローラント社、ローナー社、ナグロ社、オファーク社、プファルツ社、ザプラーティンク社、シュッテ＝ランツ社、ジーメンス・シュッカート社、W.K.F社、そしてアメリカではカーチス社である。これらはどれ一つ量産に至らなかった。フォッカーのV.4（いくつかの文献ではV.3とされる）試作機は、張り締めることなしに片持ちとされた珍しい翼を持ち、上翼は胴体へ支柱だけで取り付けられた。この翼は飛行中に過度の振動を起こし、次の試作機であるV.5では、ソッピースと同様、両方の翼の間に一つの支柱が追加された。しかしワイヤーは用いられなかった。この機体は有名なフォッカー Dr.I三葉機の試作機となった。1917年、この機はマンフレート・フォン・リヒトホーフェン、通称レッドバロンと最も密接にかかわり、航空機としてまず消えることのない名声を得た。この機体は良好な上昇率と高い運動性能を有したが、格別に速いということはなかった。この二例の機種が空中において衰退した後、こうした形態の機体は強化のために任務から外されたが、再就役したときには、もはやこれらの機体は性能面で最前線になかった。
戦闘機としての三葉機の性能は、改善された複葉機によってすぐに追い抜かれた。しかしながら、1919年と遅い時期にも、ソッピース・スナークの試作型3機が飛行していた。

### ツェッペリンキラー

第一次世界大戦でポーランドのリュックやワルシャワの爆撃を行ったツェッペリン Z IV。後に建造されたツェッペリン飛行船は、海峡を渡ってイギリスの爆撃にも用いられた

一方、数人のイギリスの設計者達は、対ツェッペリン飛行船の用途として三葉機の形態を追求した。アームストロング・ホイットワースは、1915年からF.K.5およびF.K.6の試作機を開発していた。これらの機体は大型の双発三座機であり、中翼が他の翼よりも顕著に長かった。また1917年にはブラックバーン社が単座の三葉機を1機製作した。これは少々の逆行であり、初期の流儀のように推進式のプロペラを持ち、ブームの先に尾翼を装備した。この設計は斜銃を胴体前方に装備できることを意図していた。どちらの機体も試作の域から進むことはなかった。

### 爆撃機および輸送機
1917年に製作されたカプロニ Ca.4は、1918年には重爆撃機としてイタリア空軍の軍務に就いた。当時これは成功した設計であり、多くの派生型が作り出された。戦後、カプロニはこれらの多数の派生型を新しい型として整理した。不成功となったカプロニ Ca.60の試作機は大西洋横断のための飛行艇であり、Ca.4から流用した三葉の翼を3セット配置した。全体では9枚の翼を持つこの機は、通常、多葉機と分類される。
1918年からブリストルは、カプロニの設計したような一連の大型三葉機を開発した。これは異なる任務を狙い、異なる派生型としてあらわれた。最初のものはブリーマー爆撃機である。1918年に飛行し、マークIIは1919年に飛行した。派生型であるプルマン14席輸送機は1920年に飛行した。軍用貨物機として、より大型に設計された2機の試作機が新たに続き、トランプとあだ名された。
タラント・テイバーは別種のより大きなイギリスの爆撃機である。1919年の初飛行で事故を起こした。設計者ウォルター・バーリングは、同様の大きさのアメリカ機であるウィッテマン・ルイス XNBL-1の製作を続行した。この機の初飛行は1923年である。
1922年、日本海軍が艦上攻撃機として三菱内燃機が開発した十年式艦上雷撃機を制式採用した。日本海軍が採用した唯一の三葉機であったが、整備の困難さや防御武装が貧弱だったことなどから20機の生産にとどまった。

### 競技用三葉機
1921年、単葉機であった「テキサス・ワイルドキャット1」から「カクタス・キトゥン」という競技用三葉機が製作された。複葉機としては「テキサス・ワイルドキャット2」が存在した。単葉から三葉へ移行したのは史上唯一の設計である。テキサス州民でこの機のスポンサーでもあったコックスはこの機体を設計し、カーチス・コックス競技機と呼ばれた。1922年のピューリツァー・トロフィー・レースにおいて、カクタス・キトゥン号はカーチス複葉機に次いで二位を占めた。カクタス・キトゥン号は435馬力のカーチスC12エンジンを装備した。その三葉機の形態は、単葉機と複葉機の操舵と速度における先行性をしのぎ、しばらくの間、もう一度三葉機は注目された。カクタス・キトゥン号は1922年において最速の飛行機で、そして時速200マイル（約320km/h）を超えられるように喧伝された。同年、この機体は海軍に寄付のうえピューリツァー・トロフィー・レースのための訓練機として用いられ、名声は非常に速く飛び去ることも判明した。

## タンデム式三葉機
タンデム配置の三葉機は2セットの三葉主翼を前方と後方に有し、幾種類かが製作された。Dufauxは1908年、スイス初となる国産飛行機を設計した。これはタンデム配置の三葉機で、二枚羽根の小型で水平なスタビライザーがついていた。1909年のロー I 三葉機はまた、尾翼が大型の三葉であったために、タンデム式の三葉機とも記録される。1917年のフォッカーV.8はまた別のタンデム式設計であった。しかしこれは真の意味でタンデム式三葉機ではなく、前方に三葉、後方に複葉、そして尾部スタビライザーとして一葉を備えた。

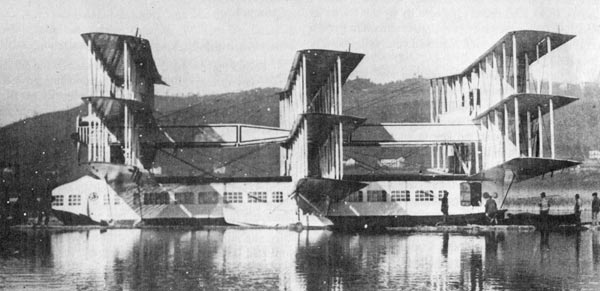
カプロニ Ca.60の側面写真

1921年、ジャンニ・カプロニとカプロニ社は、長距離航空便を目指したカプロニ Ca.60を試作した。タンデム式三列三葉機の形態を取り、一つの胴体にカプロニ Ca.4系列の三葉の翼を三つ配置した。これは不安定であることが判明し、初飛行で墜落した。
1922年、さらにもう一例の機体がアメリカのカンザスシティーで製作中だった。
最近では「タンデム式三葉機」という言葉が、従来の翼と水平尾翼に加えて全動式のカナードを持つ、数種類の新型単葉機のために用いられることがある。構成として、直列に三つ共通の揚力面を持つものは、より正確には「タンデム三翼機」または「三連タンデム翼機」であり、三葉機のようなものではない。これらの現代的な機体は、航空の先駆であったヴォアザン・ファルマン Iや、カーチス No. 1と比較されるかもしれず、これらの先駆者の機体は大きな主翼の前後に小型の翼をつけていた。こうした小型の翼は主な翼配置の一つとして注目されなかった。またこれらはタンデム翼機とは記録されていない。

### 書籍
- Angelucci, E. and Matricardi, P.; World Aircraft - Origins-World War 1, Sampson Low, 1977.
- Green, W. and Swanborough, G.; The complete book of fighters, Salamander, 1994.
- Jane, F.T.; All the world's aircraft 1913, Sampson Low, 1913, facsimilie reprint David & Charles, 1969.
- Lamberton, W.M. and Cheeseman, E.F.; Fighter aircraft of the 1914-1918 War, Harleyford, 1960.
- Sollinger, G.K.; Villehad Forssman: Constructing German Bombers 1914-1918. Rusavia, 2009.